# Guard

Os offensive guards numa formação ofensiva.

No futebol americano dos Estados Unidos e no Canadá, o Guard (G) é um jogador de linha ofensiva que atua entre o center e os tackles.
A função do guard é proteger seu quarterback dos ataques da linha defensiva e dos linebackers durante as jogadas de passe, além de abrir caminho pros running backs passarem. Os Guards precisam ter força e agilidade para fazer os bloqueios que possibilitem que o running back corra através desses buracos abertos. Guards são considerados ineligible receivers (não elegíveis de receber passes), então eles não podem intencionalmente receber um passe, a não ser que seja um flumble (quando a equipe perde a bola e tenta recuperá-la antes da equipe defensiva) ou que a bola seja tocada por um defensor ou por um receiver.
Guards, como outros linemens, pesam em torno de 135 kg. 